# Цезарій Сєсс
Цезарій Сєсс (пол. Cezary Siess, нар. 15 березня 1968) — польський фехтувальник на рапірах, бронзовий призер Олімпійських ігор 1992 року.

## Виступи на Олімпіадах
| Олімпіада      | Дисципліна          | Місце |
| -------------- | ------------------- | ----- |
| Сеул 1988      | індивідуальна шпага | 43    |
| Сеул 1988      | командна шпага      | 10    |
| Барселона 1992 | командна рапіра     | 3     |